# Testi kebabı

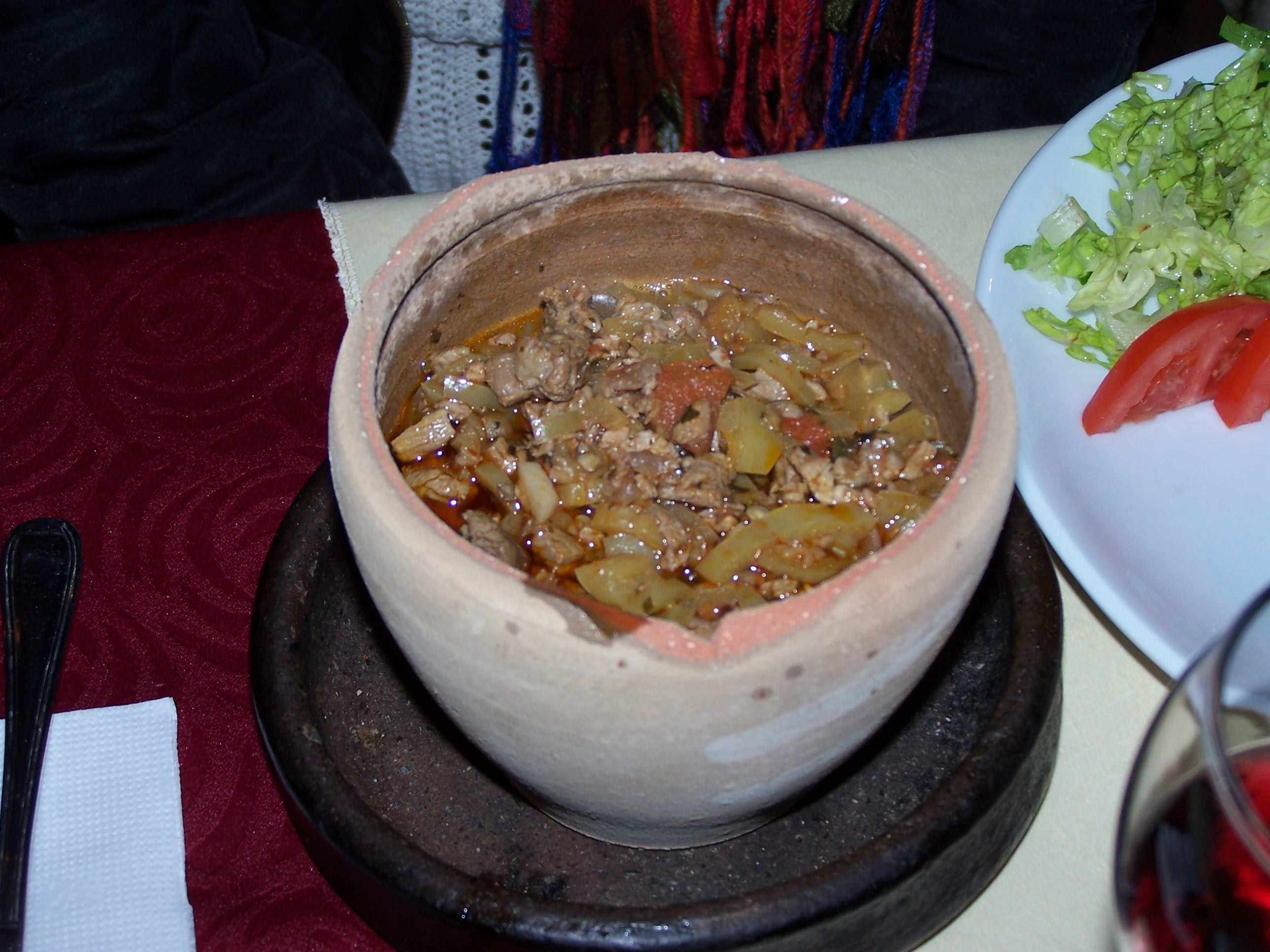
Un testi kebabı à Göreme (Turquie).

Le Testi kebabı, ou Çömlek kebabı, kebab au pot de terre, est une spécialité turque d'Anatolie centrale, précisément de Yozgat et de sa région.
C'est une spécialité de viande, généralement d'agneau, cuite dans un pot en terre qui est ensuite cassé devant le convive.